# Favorinus
Favorinus (Arles, ca. 85 - 160) was een Griekstalige schrijver en filosoof. Hij bracht zijn werk uit onder de heerschappij van keizer Hadrianus. Als filosoof was Favorinus sofist.
Favorinus bracht vele boeken uit, waarvan het grootste deel niet bewaard is gebleven. Zijn meest omvangrijkste werk bestond uit 24 boeken en handelde over de geschiedenis in de brede zin, de Pantodapè historia ("Allerhande geschiedenis"). Het werk diende als een soort encyclopedie.
Nadat hij een tijd zonder problemen onder keizer Hadrianus had geschreven, kreeg hij wellicht een meningsverschil met de keizer. Dat is althans de premisse van het geschrift Over de ballingschap, waarvan in 1931 een papyrusfragment werd gepubliceerd, en waaruit zou kunnen worden afgeleid dat hij omstreeks 130 naar het eiland Chios werd verbannen. Vanzelfsprekend kan het ook een sofistische pose zijn. Onder Antoninus Pius zou Favorinus zijn teruggekeerd naar Rome, waar hij weer ging schrijven en ging doceren.
Naast zijn werk over de geschiedenis heeft Favorinus onder meer ironische lofredes geschreven over Thersites, de lelijkste soldaat in het Griekse leger voor Troje, en over de "derdedaagse koorts", dat is malaria. Het werk is niet bewaard; Aulus Gellius vertelt dat Favorinus de malaria prees met het argument dat iemand die ervan genezen was immuun was voor allerlei ziektes. Naar deze werken verwees Desiderius Erasmus in de brief die voorafgaat aan zijn Lof der zotheid.
- Bibsys: 95001698
- Bibliothèque nationale de France: cb14633311k (data)
- Catàleg d'autoritats de noms i títols de Catalunya: 981058512675306706
- CiNii: DA12731262
- Gemeinsame Normdatei: 118686267
- International Standard Name Identifier: 0000 0001 0899 831X
- Library of Congress Control Number: no98002268
- Nationale Bibliotheek van Letland: 000074677
- Nationale Bibliotheek van Tsjechië: ola2007364410
- Nationale Bibliotheek van Israël: 987007301852805171
- Nationale Bibliotheek van Polen: a0000001849887
- Nederlandse Thesaurus van Auteursnamen: 069951349
- Réseau des bibliothèques de Suisse occidentale: 02-A010082249
- Istituto Centrale per il Catalogo Unico: SBLV247384
- LIBRIS: 186697
- Système universitaire de documentation: 093673191
- Virtual International Authority File: 50019529